# Malakichthys wakiyae
Malakichthys wakiyae är en fiskart som beskrevs av David Starr Jordan och Carl Leavitt Hubbs 1925. Malakichthys wakiyae ingår i släktet Malakichthys och familjen Acropomatidae. Inga underarter finns listade i Catalogue of Life.